# Dallas Drake
Dallas James Drake (* 4. Februar 1969 in Trail, British Columbia) ist ein ehemaliger kanadischer Eishockeyspieler, der im Verlauf seiner aktiven Karriere zwischen 1987 und 2008 unter anderem 1099 Spiele für die Detroit Red Wings, Winnipeg Jets, Phoenix Coyotes und St. Louis Blues auf der Position des rechten Flügelstürmers bestritten hat. Seinen größten Karriereerfolg feierte Drake in Diensten der Detroit Red Wings mit dem Gewinn des Stanley Cups im Jahr 2008.

## Karriere
Dallas Drake begann seine Karriere 1984 in der kanadischen Juniorenliga Kootenay International Junior Hockey League bei den Rossland Warriors. Drei Jahre spielte er dort und zeigte seine Qualitäten auf der Position des Flügelstürmers. 1987 wechselte er in die Juniorenliga British Columbia Junior Hockey League zu den Vernon Lakers, wo er ein Jahr spielte. Ab dem Herbst 1988 ging er auf die Northern Michigan University und spielte für deren Eishockeymannschaft. In den ersten beiden Jahren zeigte er solide Leistungen und wurde im NHL Entry Draft 1989 von den Detroit Red Wings in der sechsten Runde an Position 116 ausgewählt. 1990/91 qualifizierte sich die Northern Michigan University für die Finalrunde der nationalen College-Meisterschaft der National Collegiate Athletic Association. Drake führte seine Mannschaft ins Finale und erzielte in der dritten Verlängerung den Siegtreffer zum Titelgewinn. Im darauffolgenden Jahr verbesserten sich seine Leistungen noch einmal deutlich, als er in 38 Spielen 39 Tore erzielte und 41 Assists beisteuerte.
Aufgrund der Erfolge im College schaffte er schließlich 1992 den Sprung in die National Hockey League zu den Detroit Red Wings. Eineinhalb Jahre gehörte er zum Stammkader der Red Wings, ehe er im März 1994 zu den Winnipeg Jets transferiert wurde. Drake etablierte sich dort als defensiv orientierter Stürmer. 1996 siedelte das Franchise nach Phoenix im Bundesstaat Arizona um und er spielte noch vier Saisons für das Nachfolgeteam Phoenix Coyotes, allerdings konnte nie eine komplette Saison wegen Verletzungen absolvieren. Sein letztes Jahr in Phoenix war gleichzeitig sein bestes mit 45 Scorer-Punkten.
Im NHL Expansion Draft 2000 wurde von den Columbus Blue Jackets ausgewählt, doch sie schlossen mit ihm bis zum Beginn der Saison 2000/01 keinen Vertrag ab, sodass er schließlich bei den St. Louis Blues unterschrieb. Gleich in seiner ersten Saison in St. Louis zog er mit der Mannschaft in den Playoffs bis ins Finale der Western Conference ein, wo sie jedoch der Colorado Avalanche unterlagen. Die folgenden Jahre verliefen nicht mehr so erfolgreich. 2005 wurde Drake zum Mannschaftskapitän der Blues ernannt.
Im Sommer 2007 wurde Drake von den Blues auf die Waiverliste gesetzt, allerdings wurde er von keinem Team verpflichtet. St. Louis bezahlte schließlich den noch ein Jahr laufenden Vertrag aus und trennte sich von Drake. Keine zwei Wochen später nahmen ihn die Detroit Red Wings unter Vertrag, wo er seine Karriere 15 Jahre zuvor begann. In Detroit spielte Drake in der Saison 2007/08 hauptsächlich in der defensivausgerichteten Checking Line an der Seite von Kris Draper. Offensiv spielte er aber seine schwächste Saison seiner Karriere mit drei Toren und drei Assists. Die Red Wings beendeten die reguläre Saison auf der Spitzenposition der Liga und gingen als Favorit in die Playoffs. Nachdem sie gegen die Nashville Predators und die Colorado Avalanche gewonnen hatten, trafen die Red Wings auf die Dallas Stars, gegen die Drake im sechsten Spiel der Serie mit einem Tor und einem Assist maßgeblichen Anteil am Einzug ins Stanley-Cup-Finale hatte. Ebenfalls nach sechs Spielen gewannen sie schließlich gegen die Pittsburgh Penguins den Stanley Cup. Einen Monat nach dem Titelgewinn gab Dallas Drake das Ende seiner aktiven Laufbahn bekannt.

## Erfolge und Auszeichnungen
| - 1989 Broadmoor-Trophy-Gewinn mit der Northern Michigan University - 1991 Broadmoor-Trophy-Gewinn mit der Northern Michigan University - 1991 NCAA-Division-I-Championship mit der Northern Michigan University - 1992 Broadmoor-Trophy-Gewinn mit der Northern Michigan University - 1992 WCHA Defensive Player of the Year | - 1992 WCHA First All-Star Team - 1992 NCAA West First All-American Team - 2008 Stanley-Cup-Gewinn mit den Detroit Red Wings - 2010 Aufnahme in die British Columbia Hockey Hall of Fame |

## Karrierestatistik
(Legende zur Spielerstatistik: Sp oder GP = absolvierte Spiele; T oder G = erzielte Tore; V oder A = erzielte Assists; Pkt oder Pts = erzielte Scorerpunkte; SM oder PIM = erhaltene Strafminuten; +/− = Plus/Minus-Bilanz; PP = erzielte Überzahltore; SH = erzielte Unterzahltore; GW = erzielte Siegtore; 1 Play-downs/Relegation; Kursiv: Statistik nicht vollständig)